# Campeonato Italiano de Rugby 1931-32
El Campeonato de Rugby de Italia de 1931-32 fue la cuarta edición de la primera división del rugby de Italia.

## Sistema de disputa
Cada equipo enfrenta a los equipos restantes de su grupo en partidos de local y de visita.
- Los mejores equipos de cada grupo clasifican a la fase final del torneo en donde nuevamente se disputarán partidos de ida y vuelta confeccionado una tabla general en donde el mejor ubicado se coronará campeón del torneo.

## Clasificación

### Grupo A
Tabla de posiciones:
| Pos. | Equipo         | Encuentros | Encuentros | Encuentros | Encuentros | Tantos | Tantos | Tantos | Puntos |
| Pos. | Equipo         | PJ         | PG         | PE         | PP         | F      | C      | Dif    | Puntos |
| ---- | -------------- | ---------- | ---------- | ---------- | ---------- | ------ | ------ | ------ | ------ |
| 1.º  | G.S. Mussolini | 4          | 3          | 1          | 0          | 32     | 3      | +29    | 7      |
| 2.º  | Rugby Bologna  | 4          | 1          | 1          | 2          | 9      | 35     | -26    | 3      |
| 3.º  | GUF Padova     | 4          | 1          | 0          | 3          | 12     | 15     | -3     | 2      |

|  | Clasificado a la fase final. |

### Grupo B
| Pos. | Equipo        | Encuentros | Encuentros | Encuentros | Encuentros | Tantos | Tantos | Tantos | Puntos |
| Pos. | Equipo        | PJ         | PG         | PE         | PP         | F      | C      | Dif    | Puntos |
| ---- | ------------- | ---------- | ---------- | ---------- | ---------- | ------ | ------ | ------ | ------ |
| 1.º  | G.S. Michelin | 4          | 3          | 0          | 1          | 32     | 3      | +29    | 6      |
| 2.º  | GUF Torino    | 4          | 3          | 0          | 1          | 13     | 9      | +4     | 6      |
| 3.º  | GRF Cantore   | 4          | 0          | 0          | 4          | 3      | 36     | -33    | 0      |

### Grupo C
| Pos. | Equipo         | Encuentros | Encuentros | Encuentros | Encuentros | Tantos | Tantos | Tantos | Puntos |
| Pos. | Equipo         | PJ         | PG         | PE         | PP         | F      | C      | Dif    | Puntos |
| ---- | -------------- | ---------- | ---------- | ---------- | ---------- | ------ | ------ | ------ | ------ |
| 1.º  | Amatori Milano | 4          | 4          | 0          | 0          | 70     | 8      | +62    | 8      |
| 2.º  | GUF Genova     | 4          | 2          | 0          | 2          | 9      | 36     | -27    | 4      |
| 3.º  | Ponticello     | 4          | 0          | 0          | 4          | 5      | 40     | -35    | 0      |

### Grupo D
| Pos. | Equipo     | Encuentros | Encuentros | Encuentros | Encuentros | Tantos | Tantos | Tantos | Puntos |
| Pos. | Equipo     | PJ         | PG         | PE         | PP         | F      | C      | Dif    | Puntos |
| ---- | ---------- | ---------- | ---------- | ---------- | ---------- | ------ | ------ | ------ | ------ |
| 1.º  | Rugby Roma | 4          | 4          | 0          | 0          | 135    | 0      | +135   | 8      |
| 2.º  | GUF Napoli | 4          | 2          | 0          | 2          | 10     | 67     | -57    | 4      |
| 3.º  | SS Lazio   | 4          | 0          | 0          | 4          | 0      | 78     | -78    | 0      |

## Fase Final
| Pos. | Equipo         | Encuentros | Encuentros | Encuentros | Encuentros | Tantos | Tantos | Tantos | Puntos |
| Pos. | Equipo         | PJ         | PG         | PE         | PP         | F      | C      | Dif    | Puntos |
| ---- | -------------- | ---------- | ---------- | ---------- | ---------- | ------ | ------ | ------ | ------ |
| 1.º  | Amatori Milano | 4          | 2          | 1          | 1          | 25     | 6      | +19    | 5      |
| 2.º  | Rugby Roma     | 4          | 2          | 0          | 2          | 14     | 20     | -6     | 4      |
| 3.º  | G.S. Michelin  | 4          | 1          | 1          | 2          | 5      | 18     | -13    | 3      |
| 4.º  | G.S. Mussolini | 0          | 0          | 0          | 0          | 0      | 0      | 0      | 0      |

- G.S. Mussolini no participó en la fase final del torneo

|  | Campeón. |

| Bandera de Italia      |
| Campeón Amatori Milano |
| Cuarto título          |